# 矯味
矯味（きょうみ）とは、臭みのある食材や経口薬剤の風味を矯正し摂取しやすくする事。

## 解説
飴・チューイングガム・清涼飲料水などの嗜好品にも用いられる。
また歯磨き粉や含嗽薬、タバコなど摂取はしないがまたは含口するものにも用いられる。
薄荷、肉桂、甘草、生姜などの生薬や香辛料・ハーブ、ココアやコーヒーなどの嗜好品、バニラエッセンスやアーモンドエッセンスなどの合成フレーバー、柑橘類や果実、香気のある花序から抽出された精油などが用いられる。